# 引湯
引湯（いんとう、ひきゆ）は、配管などを用いて湯（ゆ）を遠方より運んでくること。ほとんどの場合、湯とは温泉のことを指す。厳密には、足元湧出源泉以外の湯船は全て引湯になる。引湯することで引湯管に熱が奪われ、源泉の温度が下がる。高温源泉の場合、これを利用して入浴に適した温度まで自然に下げることも行われている。湯の花の沈殿が激しい源泉の場合、引湯管が目詰まりを起こす場合もあり、定期的に清掃が行われている。

## 概要
引湯を大きく分けると、温泉地内での引湯と、温泉地外からの引湯に分けられる。
温泉地内での引湯は、共同利用されている源泉、集中管理されている源泉、源泉の権利を有する湯元からの分湯などである。温泉街のように、旅館、ホテルなどが多数存在し、かつ独自源泉の開発が困難な地域に多く見られる。
温泉地外からの引湯は、土地不足、交通の便の悪さ、有毒ガスなどの発生による危険性などの理由で、源泉湧出地に温泉地の開発が困難である場合に多く行われる。また、源泉湧出量が豊富な温泉地から、他の土地に温泉を分湯する場合もこれに該当する。
引湯は江戸時代から行われている。岳温泉、山田温泉などが代表的である。その後、宇奈月温泉など観光開発目的で温泉地間での引湯が多く行われた。